# 亞歷山大水道

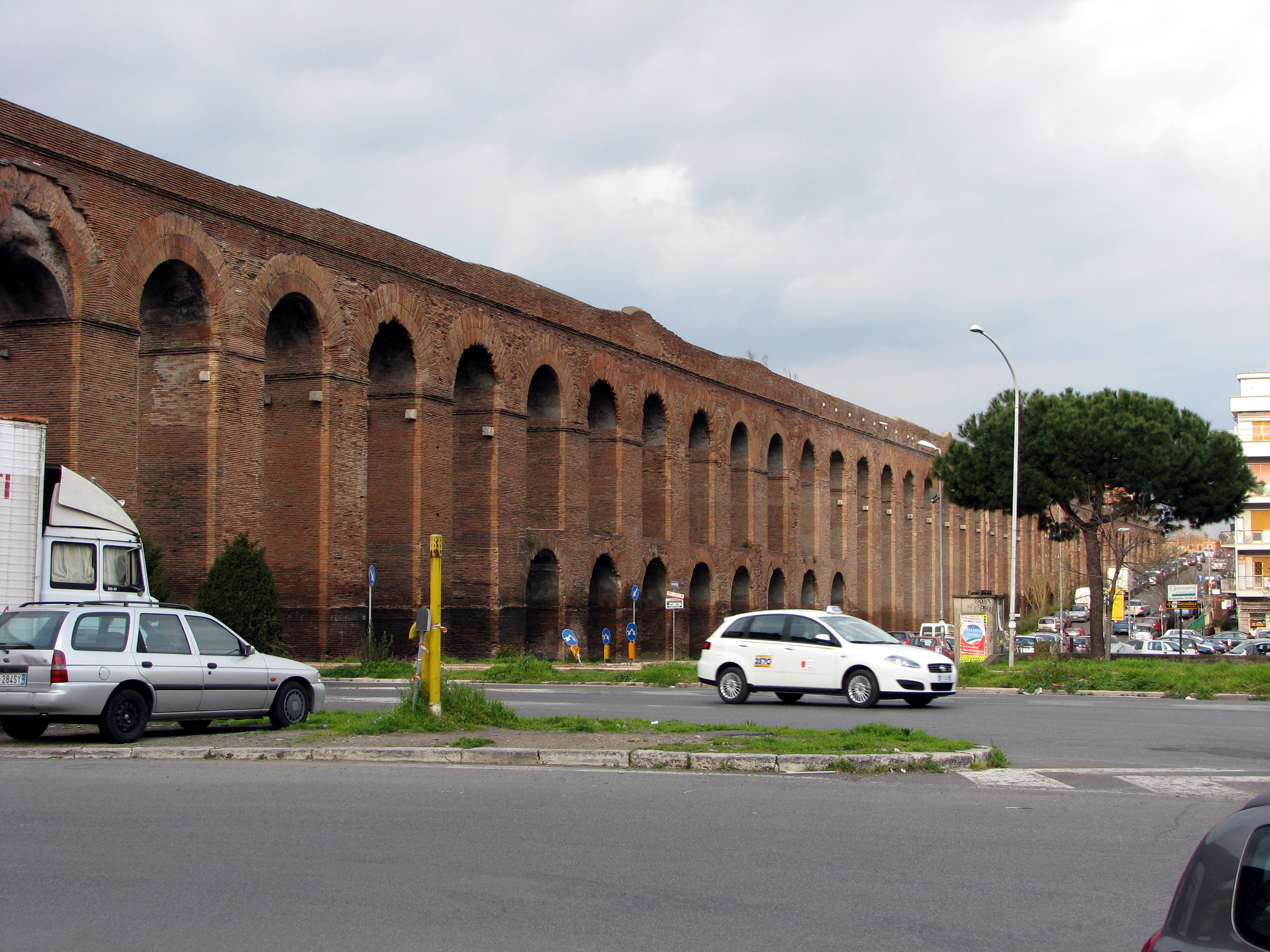
亞歷山大水道

41°52′42″N 12°34′24″E / 41.87833°N 12.57333°E
亞歷山大水道（義大利語：Acquedotto alessandrino）是羅馬的古羅馬水道之一，提供戰神廣場上亞歷山大浴場的用水。該水道使用於西元前3世紀至8世紀時。該水道每天的供水量在12萬至32萬立方米。

## 外部連結
- Lacus Curtius article
- Roman Aqueducts
- Andrea Polett